# Alexis Domínguez
Alexís Andrés Domínguez Ansorena, noto semplicemente come Alexis Domínguez (Villa de Mayo, 30 ottobre 1996), è un calciatore argentino, attaccante del Tristán Suárez.

## Caratteristiche tecniche
È un centravanti.

## Carriera
Cresciuto nel settore giovanile del San Lorenzo, nel 2016 viene prestato al Gimnasia (M) dove fa il suo esordio il 13 aprile in occasione dell'incontro del Torneo Federal A vinto 2-1 contro il Gutiérrez (M).

## Statistiche
Statistiche aggiornate all'8 agosto 2021.

### Presenze e reti nei club
| Stagione        | Squadra          | Campionato      | Campionato | Campionato | Coppe nazionali | Coppe nazionali | Coppe nazionali | Coppe continentali | Coppe continentali | Coppe continentali | Altre coppe | Altre coppe | Altre coppe | Totale | Totale | Totale |
| Stagione        | Squadra          | Comp            | Pres       | Reti       | Comp            | Pres            | Reti            | Comp               | Pres               | Reti               | Comp        | Pres        | Reti        | Pres   | Reti   |        |
| --------------- | ---------------- | --------------- | ---------- | ---------- | --------------- | --------------- | --------------- | ------------------ | ------------------ | ------------------ | ----------- | ----------- | ----------- | ------ | ------ | ------ |
| 2016            | Gimnasia (M)     | TFA             | 1          | 0          | CA              | 0               | 0               |                    | -                  | -                  |             | -           | -           | 1      | 0      |        |
| 2016            | Univ. San Martín | PD              | 11         | 2          | CP              | 0               | 0               |                    | -                  | -                  |             | -           | -           | 11     | 2      |        |
| 2017            | Univ. San Martín | PD              | 14         | 1          | CP              | 0               | 0               |                    | -                  | -                  |             | -           | -           | 14     | 1      |        |
| 2018            | Guayaquil City   | A               | 14         | 3          |                 | -               | -               |                    | -                  | -                  |             | -           | -           | 14     | 3      |        |
| 2019            | Indep. Juniors   | B               | 34         | 11         |                 | -               | -               |                    | -                  | -                  |             | -           | -           | 34     | 11     |        |
| 2019-2020       | Estudiantes (BA) | PN              | 6          | 1          | CA              | 0               | 0               |                    | -                  | -                  |             | -           | -           | 6      | 1      |        |
| 2020            | Estudiantes (BA) | PN              | 1          | 0          |                 | -               | -               |                    | -                  | -                  |             | -           | -           | 1      | 0      |        |
| 2021            | Tristán Suárez   | PN              | 17         | 8          |                 | -               | -               |                    | -                  | -                  |             | -           | -           | 17     | 8      |        |
| 2021            | Gimnasia (LP)    | PD              | 4          | 0          | CA+CdL          | 0               | 0               |                    | -                  | -                  |             | -           | -           | 5      | 0      |        |
| Totale carriera | Totale carriera  | Totale carriera | 102        | 26         |                 | 0               | 0               |                    | -                  | -                  |             | -           | -           | 102    | 26     |        |